# Pine Brook (dopływ Acacia Brook)
Pine Brook (do 30 października 1974 górny bieg strumienia Acacia Brook) – strumień (brook) w kanadyjskiej prowincji Nowa Szkocja, w hrabstwie Digby, płynący w kierunku zachodnim i uchodzący do Acacia Brook; nazwa Acacia Brook urzędowo zatwierdzona 5 kwietnia 1951.